# Kōtarō Takamura
Kōtarō Takamura (高村 光太郎, Takamura Kōtarō), né le 13 mars 1883 - mort le 2 avril 1956, est un sculpteur et poète japonais.

## Biographie
Kōtarō est le fils de Takamura Kōun, sculpteur traditionnel japonais de renom.
Il est diplômé de l’École des Beaux-Arts de Tokyo en 1902 où il a étudié la sculpture. Il étudie ensuite à New York en 1906, à Londres en 1907 et à Paris en 1908 où il travaille avec Rodin. Il rentre au Japon en 1909, et y demeure le reste de sa vie.
Son œuvre montre une forte influence à la fois du travail de l'Occident (en particulier Auguste Rodin, qu'il vénère) et des traditions japonaises.
Il est membre du groupe Shirakaba, qui révèle au Japon les tendances internationales de l'art moderne et contemporain mais aussi les jeunes artistes japonais encore inconnus, et organise ses expositions.

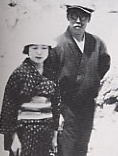
Chieko et Kōtarō

Il est également célèbre pour ses poèmes, et surtout pour son recueil de 1941, Chiekoshō (智恵子抄 littéralement « Sélections de Chieko »), recueil de poèmes consacrés à sa femme Chieko Takamura, morte en 1938.
Il est l'un des représentants de l'art moderne de son pays. Après la Seconde Guerre mondiale, il se retire à la campagne.

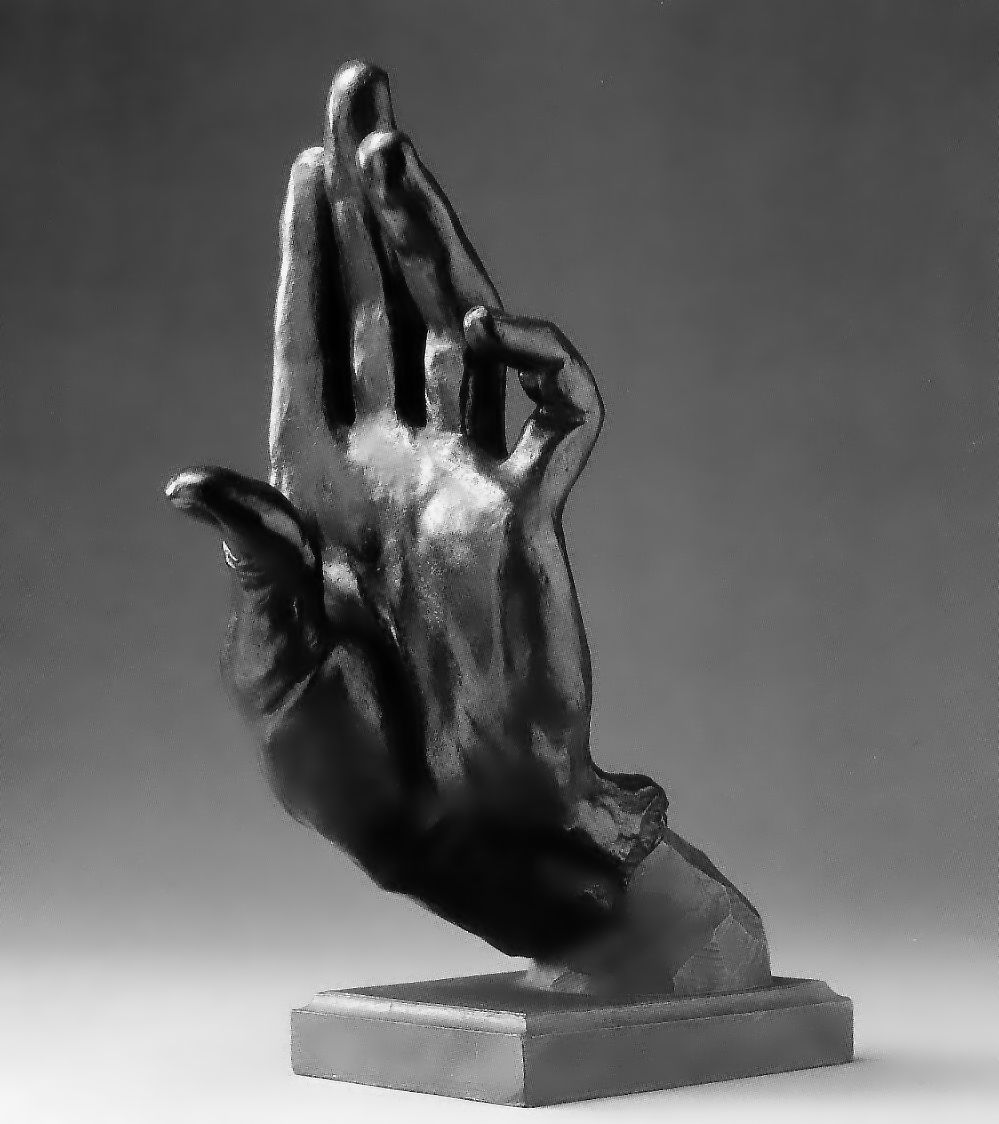
手 - Main

## Ouvrages (sélection)
- Chieko's Sky, 1941 (traduction en anglais 1978) -  (ISBN 0-87011-313-5)
- The Chieko poems, bilingual edition, 2005 -  (ISBN 1-931243-97-2)
- Poèmes à Chieko [Chieko-sho], traduit du japonais en français par Makiko Nakazato avec la collaboration d'Eric Benoit, édition bilingue, Presses Universitaires de Bordeaux, 2021.  (ISBN 979-10-300-0579-0)

## Source de la traduction
- (en) Cet article est partiellement ou en totalité issu de l’article de Wikipédia en anglais intitulé « Kōtarō Takamura » (voir la liste des auteurs).